# Plateau de Syverma
Le plateau de Syverma forme un massif, pratiquement désert, du Kraï de Krasnoïarsk, en Sibérie. Il fait partie du plateau de Sibérie centrale.

## Géographie
Le plateau de Syverma prolonge vers le sud le plateau de Poutorana, et confine à l'est avec le plateau de Viliouï et le plateau de la Toungouska. Sa superficie est de 170 000 km2. Massif de roche volcaniques triasiques, son altitude oscille entre 600 et 900 m. Il est profondément entaillé par les vallées d'affluents de la Toungouska Inférieure, prenant leur source dans les lacs du Poutorana et s'écoulant vers le sud : la Vivi, la Toutontchana, le Tembentchi, l’Embentchimé, le Kotchetchoum etc.

## Flore et climat
The plateau est couvert d’une taïga de mélèzes. En raison du pergélisol, la croissance des arbres y est lente.
Le climat est subarctique continental avec des hivers longs et froids. Dans le bourg de Toura, au sud du massif, et le long de la Toungouska inférieure, la température moyenne hivernale est de −36 °C. Les étés sont tièdes, la température atteignant 16 °C en juillet. Les précipitations, modérées, contribuent à maintenir le pergélisol, qui affecte une profondeur de 1 000 m à travers le plateau.